# Светско првенство у фудбалу за жене 2007.
Светско првенство у фудбалу за жене 2007. (јап. 2007年女子世界杯足球赛 − 2007 Nián nǚzǐ shìjièbēi zúqiú sài) било је пето међународно фудбалско првенство за жене, које се одржавало у Кини од 10 до 30. септембра 2007. године. На турниру је учествовало шестнаест репрезентација. Првобитно, Кина је требало да буде домаћин издања 2003. године, али је избијање САРС-а у тој земљи приморало да се тај првенство премести у Сједињене Државе. ФИФА је одмах одобрила догађај 2007. Кини, што је значило да ниједна нова земља домаћин није изабрана на конкурсу све док није одржано гласање за Светско првенство за жене 2011.
Турнир је отворен утакмицом у Шангају, пошто је Немачка победила Аргентину са 11 : 0 и забележила највећу победу и меч са највећим резултатом у историји Светског првенства за жене. Турнир је завршен тако што је Немачка победила Бразил са 2 : 0 у финалу. Током турнира репрезентација Немачке није ни на једној утакмици примила гол. Немице су постале прва репрезентација у историји ФИФА Светског првенства за жене која је задржала титулу.
Правило златног гола за продужетке у нокаут утакмицама елиминисала је ФИФА, иако ниједна утакмица није отишла у продужетке (и стога ниједна није захтевала извођење једанаестераца).

## Државе учеснице
| Африка (КАФ) - Нигерија - Гана Азија (АФК) - Кина (аутоматски квалификовани као домаћини) - Аустралија - Северна Кореја - Јапан (преко плеј-офа)(победиле Мексико у АФК–Конкакаф плеј−офу) Северна Америка, Централна Америка & Кариби (Конкакаф) - Канада - Сједињене Државе | Европа(УЕФА) - Норвешка - Шведска - Немачка - Данска - Енглеска Океанија (ОФК) - Нови Зеланд Јужна Америка (Конмебол) - Аргентина - Бразил |

## Градови и стадиони
Одабрани градови и стадиони за одржавање такмичења су били:
| Тјенцин                    | ШангајЧенгдуВуханТјенцинХангџоуСветско првенство у фудбалу за жене 2007. на карти Кине | ШангајЧенгдуВуханТјенцинХангџоуСветско првенство у фудбалу за жене 2007. на карти Кине | ШангајЧенгдуВуханТјенцинХангџоуСветско првенство у фудбалу за жене 2007. на карти Кине |
| -------------------------- | -------------------------------------------------------------------------------------- | -------------------------------------------------------------------------------------- | -------------------------------------------------------------------------------------- |
| Олимпијски стадион Тјенцин | ШангајЧенгдуВуханТјенцинХангџоуСветско првенство у фудбалу за жене 2007. на карти Кине | ШангајЧенгдуВуханТјенцинХангџоуСветско првенство у фудбалу за жене 2007. на карти Кине | ШангајЧенгдуВуханТјенцинХангџоуСветско првенство у фудбалу за жене 2007. на карти Кине |
| Капацитет: 60.000          | ШангајЧенгдуВуханТјенцинХангџоуСветско првенство у фудбалу за жене 2007. на карти Кине | ШангајЧенгдуВуханТјенцинХангџоуСветско првенство у фудбалу за жене 2007. на карти Кине | ШангајЧенгдуВуханТјенцинХангџоуСветско првенство у фудбалу за жене 2007. на карти Кине |
|                            | ШангајЧенгдуВуханТјенцинХангџоуСветско првенство у фудбалу за жене 2007. на карти Кине | ШангајЧенгдуВуханТјенцинХангџоуСветско првенство у фудбалу за жене 2007. на карти Кине | ШангајЧенгдуВуханТјенцинХангџоуСветско првенство у фудбалу за жене 2007. на карти Кине |
| Вухан                      | ШангајЧенгдуВуханТјенцинХангџоуСветско првенство у фудбалу за жене 2007. на карти Кине | ШангајЧенгдуВуханТјенцинХангџоуСветско првенство у фудбалу за жене 2007. на карти Кине | ШангајЧенгдуВуханТјенцинХангџоуСветско првенство у фудбалу за жене 2007. на карти Кине |
| Стадион Вухан              | ШангајЧенгдуВуханТјенцинХангџоуСветско првенство у фудбалу за жене 2007. на карти Кине | ШангајЧенгдуВуханТјенцинХангџоуСветско првенство у фудбалу за жене 2007. на карти Кине | ШангајЧенгдуВуханТјенцинХангџоуСветско првенство у фудбалу за жене 2007. на карти Кине |
| Капацитет: 60.000          | ШангајЧенгдуВуханТјенцинХангџоуСветско првенство у фудбалу за жене 2007. на карти Кине | ШангајЧенгдуВуханТјенцинХангџоуСветско првенство у фудбалу за жене 2007. на карти Кине | ШангајЧенгдуВуханТјенцинХангџоуСветско првенство у фудбалу за жене 2007. на карти Кине |
|                            | ШангајЧенгдуВуханТјенцинХангџоуСветско првенство у фудбалу за жене 2007. на карти Кине | ШангајЧенгдуВуханТјенцинХангџоуСветско првенство у фудбалу за жене 2007. на карти Кине | ШангајЧенгдуВуханТјенцинХангџоуСветско првенство у фудбалу за жене 2007. на карти Кине |
| Хангџоу                    | Ченгду                                                                                 | Шангај                                                                                 |                                                                                        |
| Спортски центар Жути змај  | Спортски центар Ченгду                                                                 | Стадион Хунгкоу                                                                        |                                                                                        |
| Капацитет: 51.000          | Капацитет: 40.000                                                                      | Капацитет: 33.000                                                                      |                                                                                        |
|                            |                                                                                        |                                                                                        |                                                                                        |

## Групна фаза
Сва времена су локална (UTC+8).
| Критеријуми за изједначен резултат у групи |
| --- |
| Пласман тимова у групној фази одређен је на следећи начин: 1. Бодови добијени у свим утакмицама у групи (два бода за победу, један за реми, ниједан за пораз), 2. Гол-разлика у свим утакмицама у групи, 3. Број постигнутих голова у свим утакмицама у групи, 4. Поени добијени у утакмицама између дотичних тимова, 5. Разлика голова у утакмицама између дотичних тимова;, 6. Број голова постигнутих у утакмицама између дотичних тимова, 7. Број победа у свим групним мечевима, 8. Извлачење жреба. |

### Група А
| Pos | Тим       | О | П | Н | И | ГД | ГП | ГР  | Бод. | Qualification                   |
| --- | --------- | - | - | - | - | -- | -- | --- | ---- | ------------------------------- |
| 1   | Немачка   | 3 | 2 | 1 | 0 | 13 | 0  | +13 | 7    | Квалификовала се за нокаут фазу |
| 2   | Енглеска  | 3 | 1 | 2 | 0 | 8  | 3  | +5  | 5    | Квалификовала се за нокаут фазу |
| 3   | Јапан     | 3 | 1 | 1 | 1 | 3  | 4  | −1  | 4    |                                 |
| 4   | Аргентина | 3 | 0 | 0 | 3 | 1  | 18 | −17 | 0    |                                 |

| Немачка | (11 : 0) | Аргентина |
| --- | -------- | --------- |
| - Мелани Берингер 12’, 24’ - Керстин Гарфрекес 17’ - Биргит Принц 29’, 45+1’, 59’ - Ренате Лингор 51’, 90+1’ - Сандра Смисек 57’, 70’, 79’ | Извештај |           |

| Јапан                   | (2 : 2)  | Енглеска             |
| ----------------------- | -------- | -------------------- |
| - Аја Мијама 55’, 90+5’ | Извештај | - Кели Смит 81’, 83’ |

| Аргентина | (0 : 1)  | Јапан                 |
| --------- | -------- | --------------------- |
|           | Извештај | - Јуки Нагасато 90+1’ |

| Енглеска | (0 : 0)  | Немачка |
| -------- | -------- | ------- |
|          | Извештај |         |

| Немачка                                       | (2 : 0)  | Јапан |
| --------------------------------------------- | -------- | ----- |
| - Биргит Принц 21’ - Ренате Лингор 87’ (пен.) | Извештај |       |

| Енглеска | (6 : 1)  | Аргентина          |
| --- | -------- | ------------------ |
| - Ева Гонзалез 9’ (а.г.) - Џил Скот 10’ - Фара Вилијамс 50’ (пен.) - Кели Смит 64’, 77’ - Вики Ексли 90’ (пен.) | Извештај | - Ева Гонзалез 60’ |

### Група Б
| Pos | Тим              | О | П | Н | И | ГД | ГП | ГР | Бод. | Qualification                   |
| --- | ---------------- | - | - | - | - | -- | -- | -- | ---- | ------------------------------- |
| 1   | Сједињене Државе | 3 | 2 | 1 | 0 | 5  | 2  | +3 | 7    | Квалификовала се за нокаут фазу |
| 2   | Северна Кореја   | 3 | 1 | 1 | 1 | 5  | 4  | +1 | 4    | Квалификовала се за нокаут фазу |
| 3   | Шведска          | 3 | 1 | 1 | 1 | 3  | 4  | −1 | 4    |                                 |
| 4   | Нигерија         | 3 | 0 | 1 | 2 | 1  | 4  | −3 | 1    |                                 |

Ове четири екипе су такође биле упарене у исту групу 2003.
| Сједињене Државе                      | (2 : 2)  | Северна Кореја                      |
| ------------------------------------- | -------- | ----------------------------------- |
| - Еби Вамбах 50’ - Хедерr О'Рајли 69’ | Извештај | - Кил Сон-хуј 58’ - Ким Јонг-ае 62’ |

| Нигерија           | (1 : 1)  | Шведска                        |
| ------------------ | -------- | ------------------------------ |
| - Синтија Увак 82’ | Извештај | - Викторија Сандел Свенсон 50’ |

| Шведска | (0 : 2)  | Сједињене Државе             |
| ------- | -------- | ---------------------------- |
|         | Извештај | - Еби Вамбах 34’ (пен.), 58’ |

| Северна Кореја                      | (2 : 0)  | Нигерија |
| ----------------------------------- | -------- | -------- |
| - Ким Кјонг-ва 17’ - Ри Кум-сук 21’ | Извештај |          |

| Нигерија | (0 : 1)  | Сједињене Државе  |
| -------- | -------- | ----------------- |
|          | Извештај | - Лори Чалупни 1’ |

| Северна Кореја  | (1 : 2)  | Шведска              |
| --------------- | -------- | -------------------- |
| - Ри Ун Сук 22’ | Извештај | - Лота Шелин 4’, 54’ |

### Група Ц
| Pos | Тим        | О | П | Н | И | ГД | ГП | ГР  | Бод. | Qualification                   |
| --- | ---------- | - | - | - | - | -- | -- | --- | ---- | ------------------------------- |
| 1   | Норвешка   | 3 | 2 | 1 | 0 | 10 | 4  | +6  | 7    | Квалификовала се за нокаут фазу |
| 2   | Аустралија | 3 | 1 | 2 | 0 | 7  | 4  | +3  | 5    | Квалификовала се за нокаут фазу |
| 3   | Канада     | 3 | 1 | 1 | 1 | 7  | 4  | +3  | 4    |                                 |
| 4   | Гана       | 3 | 0 | 0 | 3 | 3  | 15 | −12 | 0    |                                 |

| Гана                | (1 : 4)  | Аустралија                                                 |
| ------------------- | -------- | ---------------------------------------------------------- |
| - Анита Аманква 70’ | Извештај | - Сара Волш 15’ - Лиса Де Вана 57’, 81’ - Хедер Гариок 69’ |

| Норвешка                                                | (2 : 1)  | Канада              |
| ------------------------------------------------------- | -------- | ------------------- |
| - Рагнхилд Гулбрандсен 52’ - Ен Стангеланд Хорпстад 81’ | Извештај | - Кендис Чепмен 33’ |

| Канада                                                          | (4 : 0)  | Гана |
| --------------------------------------------------------------- | -------- | ---- |
| - Кристин Синклер 16’, 62’ - Софи Шмит 55’ - Мартина Франко 77’ | Извештај |      |

| Аустралија         | (1 : 1)  | Норвешка                  |
| ------------------ | -------- | ------------------------- |
| - Лиса Де Вана 83’ | Извештај | - Рагнхилд Гулбрандсен 5’ |

| Норвешка | (7 : 2)  | Гана                                       |
| --- | -------- | ------------------------------------------ |
| - Лене Сторлекен 4’ - Рагнхилд Гулбрандсен 39’, 59’, 62’ - Ане Стангеланд Хорпестад 45’ (пен.) - ИзабелХерловсен 56’ - Лисе Клејвенс 69’ | Извештај | - Ађоа Бејор 73’ - Флоренс Окое 80’ (пен.) |

| Аустралија                                  | (2 : 2)  | Канада                                     |
| ------------------------------------------- | -------- | ------------------------------------------ |
| - Колет МекКалум 53’ - Черил Салсбери 90+2’ | Извештај | - Мелиса Танкреди 1’ - Кристин Синклер 85’ |

### Група Д
| Pos | Тим         | О | П | Н | И | ГД | ГП | ГР  | Бод. | Qualification                   |
| --- | ----------- | - | - | - | - | -- | -- | --- | ---- | ------------------------------- |
| 1   | Бразил      | 3 | 3 | 0 | 0 | 10 | 0  | +10 | 9    | Квалификовала се за нокаут фазу |
| 2   | Кина        | 3 | 2 | 0 | 1 | 5  | 6  | −1  | 6    | Квалификовала се за нокаут фазу |
| 3   | Данска      | 3 | 1 | 0 | 2 | 4  | 4  | 0   | 3    |                                 |
| 4   | Нови Зеланд | 3 | 0 | 0 | 3 | 0  | 9  | −9  | 0    |                                 |

| Нови Зеланд | (0 : 5)  | Бразил                                                                                   |
| ----------- | -------- | ---------------------------------------------------------------------------------------- |
|             | Извештај | - Данијела Алвез Лима 10’ - Кристијана Розеира 54’ - Марта 74’, 90+3’ - Рената Коста 86’ |

| Кина                                        | (3 : 2)  | Данска                                                 |
| ------------------------------------------- | -------- | ------------------------------------------------------ |
| - Ли Ђие 31’ - Би Јан 50’ - Сонг Сјаоли 88’ | Извештај | - Ени Дот Егерс Нилсен 51’ - Кетрин Паске Серенсен 87’ |

| Данска                                            | (2 : 0)  | Нови Зеланд |
| ------------------------------------------------- | -------- | ----------- |
| - Катрин Педерсен 61’ - Катрин Паске Серенсен 66’ | Извештај |             |

| Бразил                                         | (4 : 0)  | Кина |
| ---------------------------------------------- | -------- | ---- |
| - Марта 42’, 70’ - Кристијане Розеира 47’, 48’ | Извештај |      |

| Кина                        | (2 : 0)  | Нови Зеланд |
| --------------------------- | -------- | ----------- |
| - Ли Ђе 57’ - Сје Цасја 79’ | Извештај |             |

| Бразил          | (1 : 0)  | Данска |
| --------------- | -------- | ------ |
| - Претиња 90+1’ | Извештај |        |

## Нокаут фаза
|  | Четвртфинале            | Четвртфинале            |                         |   | Полуфинале              | Полуфинале              |  |  | Финале | Финале |
|  |                         |                         |                         |   |                         |                         |  |  |        |        |
|  | 22. септембар – Вухан   |                         |                         |   |                         |                         |  |  |        |        |
|  |                         |                         |                         |   |                         |                         |  |  |        |        |
|  | Немачка                 | 3                       |                         |   |                         |                         |  |  |        |        |
|  | Немачка                 | 3                       | 26. септембар – Тјенцин |   |                         |                         |  |  |        |        |
|  | Северна Кореја          | 0                       |                         |   |                         |                         |  |  |        |        |
|  | Северна Кореја          | 0                       | Немачка                 | 3 |                         |                         |  |  |        |        |
|  | 23. септембар – Вухан   |                         | Немачка                 | 3 |                         |                         |  |  |        |        |
|  |                         | Норвешка                | 0                       |   |                         |                         |  |  |        |        |
|  | Норвешка                | Норвешка                | 0                       | 1 |                         |                         |  |  |        |        |
|  | Норвешка                |                         | 30. септембар – Шангај  | 1 |                         |                         |  |  |        |        |
|  | Кина                    | 0                       |                         |   |                         |                         |  |  |        |        |
|  | Кина                    | 0                       | Немачка                 | 2 |                         |                         |  |  |        |        |
|  | 22. септембар – Тјенцин |                         | Немачка                 | 2 |                         |                         |  |  |        |        |
|  |                         | Бразил                  | 0                       |   |                         |                         |  |  |        |        |
|  | Сједињене Државе        | Бразил                  | 0                       | 3 |                         |                         |  |  |        |        |
|  | Сједињене Државе        | 27. септембар – Хангџој |                         | 3 |                         |                         |  |  |        |        |
|  | Енглеска                | 0                       |                         |   |                         |                         |  |  |        |        |
|  | Енглеска                | 0                       | Сједињене Државе        | 0 |                         |                         |  |  |        |        |
|  | 23. септембар – Тјенцин |                         | Сједињене Државе        | 0 |                         |                         |  |  |        |        |
|  |                         | Бразил                  | 4                       |   | Утакмица за треће место | Утакмица за треће место |  |  |        |        |
|  | Бразил                  | Бразил                  | 4                       | 3 | Утакмица за треће место | Утакмица за треће место |  |  |        |        |
|  | Бразил                  |                         | 30. септембар – Шангај  | 3 |                         |                         |  |  |        |        |
|  | Аустралија              | 2                       |                         |   |                         |                         |  |  |        |        |
|  | Аустралија              | 2                       | Норвешка                | 1 |                         |                         |  |  |        |        |
|  |                         |                         |                         |   |                         |                         |  |  |        |        |
|  | Сједињене Државе        | 4                       |                         |   |                         |                         |  |  |        |        |
|  | Сједињене Државе        | 4                       |                         |   |                         |                         |  |  |        |        |

### Четвртфинале
| Немачка                                                      | (3 : 0)  | Северна Кореја |
| ------------------------------------------------------------ | -------- | -------------- |
| - Керстин Гарфрекес 44’ - Ренате Лингор 67’ - Анике Кран 72’ | Извештај |                |

| Сједињене Државе                                     | (3 : 0)  | Енглеска |
| ---------------------------------------------------- | -------- | -------- |
| - Еби Вамбах 48’ - Шенон Бокс 57’ - Кристин Лили 60’ | Извештај |          |

| Норвешка               | (1 : 0)  | Кина |
| ---------------------- | -------- | ---- |
| - Изабел Херловсен 32’ | Извештај |      |

| Бразил                                                   | (3 : 2)  | Аустралија                             |
| -------------------------------------------------------- | -------- | -------------------------------------- |
| - Формига 4’ - Марта 23’ (пен.) - Кристијане Розеира 75’ | Извештај | - Лиза Де Вана 36’ - Лорен Колторп 68’ |

### Полуфинале
| Немачка                                                              | (3 : 0)  | Норвешка |
| -------------------------------------------------------------------- | -------- | -------- |
| - Трине Ренинг 42’ (а.г.) - Керстин Стегеман 72’ - Мартина Милер 75’ | Извештај |          |

| Сједињене Државе | (0 : 4)  | Бразил                                                              |
| ---------------- | -------- | ------------------------------------------------------------------- |
|                  | Извештај | - Лесли Осборн 20’ (а.г.) - Марта 27’, 79’ - Кристијане Розеира 56’ |

### Утакмица за треће место
| Норвешка                   | (1 : 4)  | Сједињене Државе                                             |
| -------------------------- | -------- | ------------------------------------------------------------ |
| - Рагнхилд Гулбрандсен 63’ | Извештај | - Еби Вамбах 30’, 46’ - Лори Чалипни 58’ - Хедер О'Рајли 59’ |

### Финале
| Немачка                               | (3 : 0)  | Бразил |
| ------------------------------------- | -------- | ------ |
| - Биргит Принц 52’ - Симон Лаудер 86’ | Извештај |        |

## Награде
По завршетку турнира додељене су следеће награде. ФИФА је у ужи избор уврстила десет голова за које ће корисници гласати као победника турнира. Награда за најинтересантнији тим такође је одлучена анкетом на ФИФА вебсајту.
| Златна лопта                                                         | Сребрна лопта             | Бронзана лопта            |
| -------------------------------------------------------------------- | ------------------------- | ------------------------- |
| Марта                                                                | Биргит Принц              | Кристијане Розеира        |
| Златна копачка                                                       | Сребрна копачка           | Бронзана копачка          |
| Марта                                                                | Еби Вамбах                | Рагнхилд Гулбрансен       |
| 7. голова, 5. асистенција                                            | 6. голова, 1. асистенција | 6. голова, 0. асистенција |
| Најбољи голман                                                       |                           |                           |
| Надин Ангерер                                                        |                           |                           |
| Најлепши гол                                                         |                           |                           |
| Марта                                                                |                           |                           |
| 79’ за 4 : 0 на утакмици Бразила и Сједињених Држава (27. септембар) |                           |                           |
| ФИФА ферплеј                                                         |                           |                           |
| Норвешка                                                             |                           |                           |
| Најинтересантнији тимm                                               |                           |                           |
| Бразил                                                               |                           |                           |

### Ол-стар тим
| Голмани                                       | Одбрана                                                                                           | Средина терена | Нападачи                                                                                  |
| --------------------------------------------- | ------------------------------------------------------------------------------------------------- | --- | ----------------------------------------------------------------------------------------- |
| Немачка Надин Енгерер · Норвешка Бенте Нордби | Немачка Аријане Хингст · Кина Ли Ђе · Норвешка Ане Стангеланд Хорпстад · Немачка Керстин Стегеман | Бразил Данијела Алвез Лима · Бразил Формига · Енглеска Кели Смит · Немачка Ренате Лингор · Норвешка Ингвилд Стенсланд · Сједињене Државе Кристин Лили | Аустралија Лиза Де Вана · Бразил Марта · Бразил Кристијане Розеира · Немачка Биргит Принц |

### Финална табела
По статистичкој конвенцији у фудбалу, мечеви одлучени у продужецима рачунају се као победе и порази, док мечеви који се одлучују пеналима се рачунају као нерешени.

| Pos | Г | Тим              | О | П | Н | И | ГД | ГП | ГР  | Бод. | Крајњи резултат            |
| --- | - | ---------------- | - | - | - | - | -- | -- | --- | ---- | -------------------------- |
| 1   | А | Немачка          | 6 | 5 | 1 | 0 | 21 | 0  | +21 | 16   | Шампионке                  |
| 2   | Д | Бразил           | 6 | 5 | 0 | 1 | 17 | 4  | +13 | 15   | 2. место                   |
| 3   | Б | Сједињене Државе | 6 | 4 | 1 | 1 | 12 | 7  | +5  | 13   | 3. место                   |
| 4   | Ц | Норвешка         | 6 | 3 | 1 | 2 | 12 | 11 | +1  | 10   | 4. место                   |
|     |   |                  |   |   |   |   |    |    |     |      |                            |
| 5   | Д | Кина             | 4 | 2 | 0 | 2 | 5  | 7  | −2  | 6    | Елиминисани у четвртфиналу |
| 6   | Ц | Аустралија       | 4 | 1 | 2 | 1 | 9  | 7  | +2  | 5    | Елиминисани у четвртфиналу |
| 7   | А | Енглеска         | 4 | 1 | 2 | 1 | 8  | 6  | +2  | 5    | Елиминисани у четвртфиналу |
| 8   | Б | Северна Кореја   | 4 | 1 | 1 | 2 | 5  | 7  | −2  | 4    | Елиминисани у четвртфиналу |
|     |   |                  |   |   |   |   |    |    |     |      |                            |
| 9   | Ц | Канада           | 3 | 1 | 1 | 1 | 7  | 4  | +3  | 4    | Елиминисани у групној фази |
| 10  | А | Јапан            | 3 | 1 | 1 | 1 | 3  | 4  | −1  | 4    | Елиминисани у групној фази |
| 10  | Б | Шведска          | 3 | 1 | 1 | 1 | 3  | 4  | −1  | 4    | Елиминисани у групној фази |
| 12  | Д | Данска           | 3 | 1 | 0 | 2 | 4  | 4  | 0   | 3    | Елиминисани у групној фази |
| 13  | Б | Нигерија         | 3 | 0 | 1 | 2 | 1  | 4  | −3  | 1    | Елиминисани у групној фази |
| 14  | Д | Нови Зеланд      | 3 | 0 | 0 | 3 | 0  | 9  | −9  | 0    | Елиминисани у групној фази |
| 15  | Ц | Гана             | 3 | 0 | 0 | 3 | 3  | 15 | −12 | 0    | Елиминисани у групној фази |
| 16  | А | Аргентина        | 3 | 0 | 0 | 3 | 1  | 18 | −17 | 0    | Елиминисани у групној фази |